# Polypodium adpressum
Polypodium adpressum là một loài dương xỉ trong họ Polypodiaceae. Loài này được Copel. mô tả khoa học đầu tiên năm 1941.